# Rose Hall (Guyana)
Rose Hall is een plaats in de regio East Berbice-Corentyne van Guyana. Het ligt bij de Atlantische Oceaankust en bevindt zich 22 km ten oosten van New Amsterdam. Het dorp Port Mourant ligt naast Rose Hall. De plaats telde 5.622 inwoners bij de volkstelling van 2012.

## Geschiedenis
Rose Hall was oorspronkelijk een Nederlandse plantage. In 1908 werd een deel van de plantage gekocht door voormalige slaven en werd het dorp Rose Hall gesticht. Op 13 maart 1913 vond een opstand plaats van Indiase contractarbeiders tegen de werkomstandigen op de Rose Hall plantage. Door de koloniale politie werd hardhandig opgetreden en vielen er 15 doden waaronder één vrouw. In 1970 kreeg Rose Hall een town-status (kleiner dan een stad).
Rose Hall heeft een regionale centrumfunctie met veel winkels, een markt, en een middelbare school. Het regionaal ziekenhuis bevindt zich in Port Mourant. Rose Hall was oorspronkelijk een Afro-Guyaanse plaats, maar is uitgegroeid tot een multi-culturele plaats. De grootste werkgever is de Crown Spot limonadefabriek. Bata had vroeger een fabriek in Rose Hall.
De belangrijkste sport in Rose Hall is cricket. De Rose Hall Town Youth and Sports Club heeft veel cricketspelers voortgebracht, en de Welfare Centre Ground bevindt zich in de plaats.
Corriverton · Kasjoe-eiland · Moleson Creek · New Amsterdam · Oreala · Port Mourant · Rose Hall · Sakuru · Wel te Vreeden